# História da República Democrática do Congo

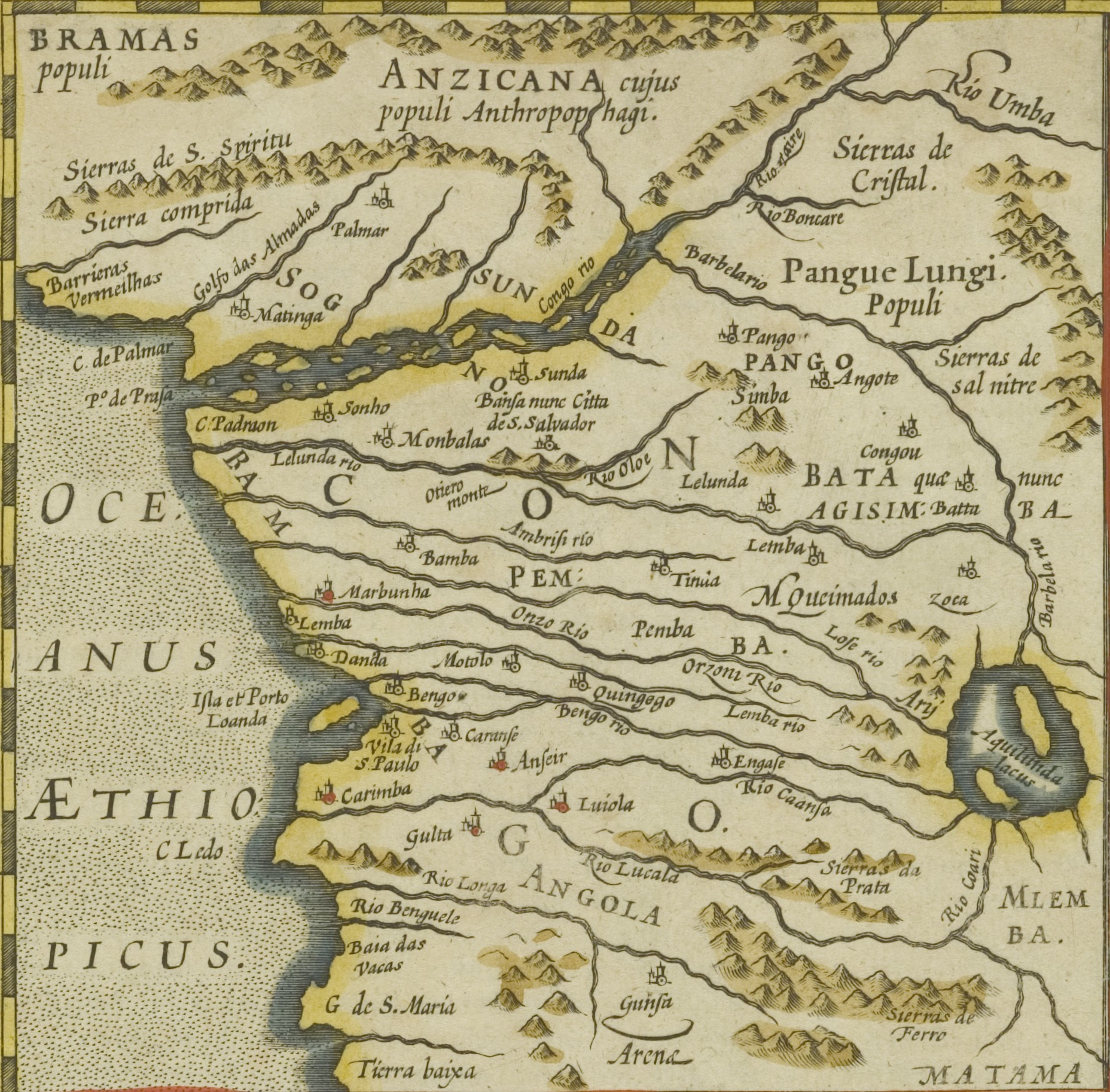
Reino banto do Congo.

Acreditam que os primeiros habitantes da República Democrática do Congo tenham sido os africanos, que foram sendo deslocados para o leste com a chegada dos povos bantos.
Entre os séculos X e XV, esses novos habitantes desenvolveram culturas baseadas na metalurgia do cobre e do ferro e mantiveram um comércio ativo com as cidades mercantis da costa oriental da África. Entre 1350 e 1400 foi fundado o reino do Congo, que ocupava uma área de 300.000 km² de ambos os lados da foz do rio que os nativos chamavam "nzere". Estruturaram-se vários reinos que reconheciam certa supremacia ao rei do Congo.
Em 1482, o português Diogo Cão avistou a foz do rio e estabeleceu relações amistosas com o manikongo (senhor do Congo), de autoridade divina. Em 1489, uma embaixada congolesa chegou a Lisboa, e no ano seguinte Portugal enviou pedreiros e carpinteiros que construíram, em pedra, a parte nova da capital. O reino congolês adotou o catolicismo e, no início do século XVI, comerciantes portugueses se lançaram ao contrabando de escravos. Os outros povos europeus penetraram nas suas florestas muito mais tarde, no século XIX, ao subirem o rio Congo.
Nessa época, os principais estados da região de Catanga, entre o rio Cassai e o lago Tanganica, eram o reino Luba e o império Lunda. No início do século, um guerreiro chamado Kongolo fundou Mwibele, capital de Luba, e submeteu os povos vizinhos. Lunga Kalala, que sucedeu a Kongolo após assassiná-lo, ampliou as fronteiras do reino. Seus sucessores, após inúmeras conquistas, criaram o reino Lunda (c. 1750), que se estendia até a região setentrional de Angola.

## Período colonial

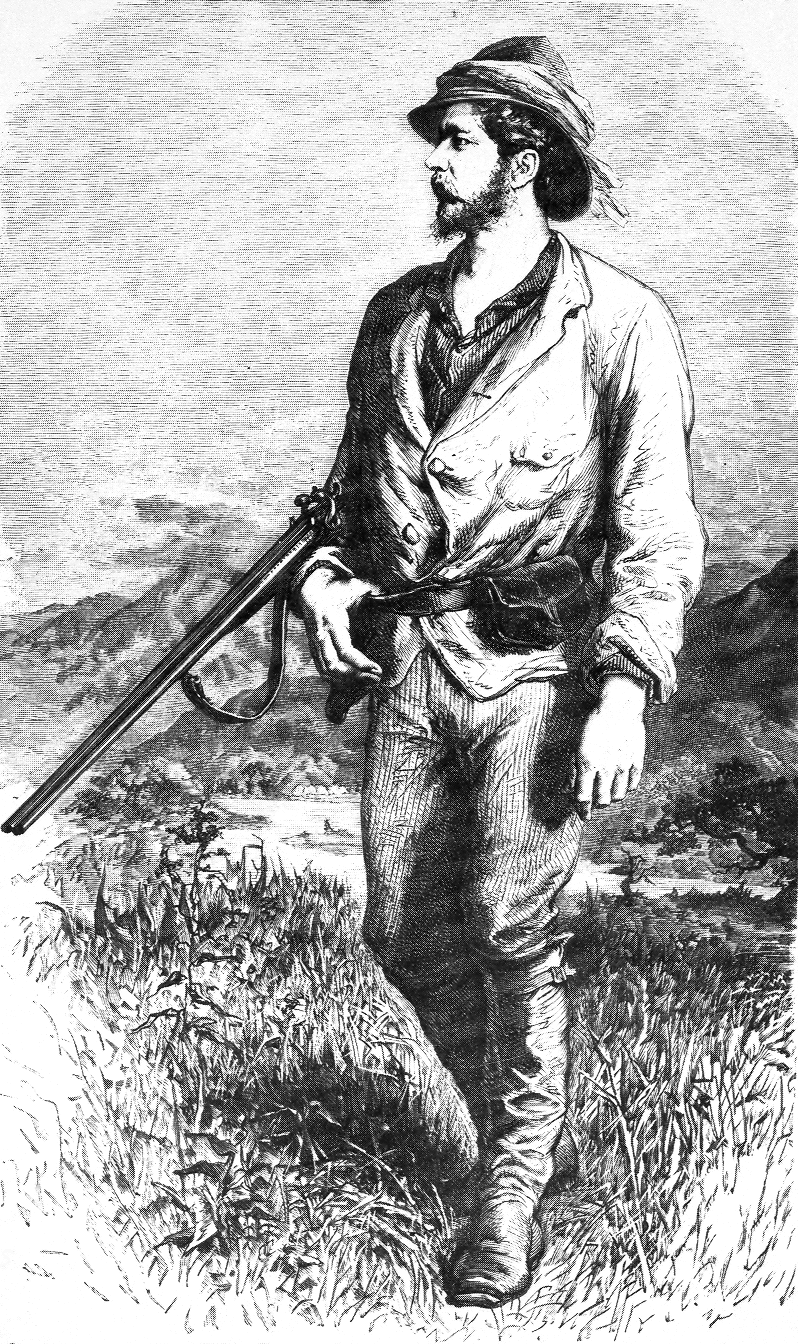
O explorador Sir Henry Morton Stanley.

A partir do século XVI, o Congo constituiu a maior reserva de escravos transportados para as Américas. Já no século XIX, porém, o tráfico negreiro cedeu lugar, progressivamente à ocupação colonial.
O interesse pela África aumentou devido aos relatórios dos exploradores, sobretudo de Sir Henry Morton Stanley. Entre 1840 e 1872, o missionário britânico David Livingstone empreendeu uma série de explorações na África central, nas quais cruzou várias vezes o território quinxassa-congolês. O rei da Bélgica, Leopoldo II criou, em 1876, a Associação Internacional Africana (AIA), em seguida transformada em Associação Internacional do Congo (1878), que contratou o jornalista Sir Henry Morton Stanley para estabelecer relações comerciais com o interior. Stanley, financiado por Leopoldo II, explorou o território quinxassa-congolês e completou o reconhecimento da bacia do Congo. Assinou, com dois mil chefes africanos, 400 tratados  que estabeleciam a paz, autorizavam a passagem e permitiam o emprego de mão-de-obra, em troca de presentes e indenizações, para a implantação de quarenta portos, desde a foz até as cataratas do Congo.

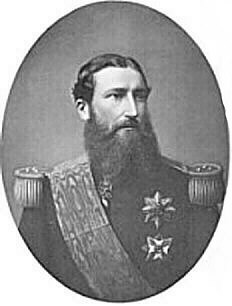
Leopoldo II, rei dos belgas.

Na Conferência de Berlim (1884-1885), que efetuou a partilha da África entre as potências européias, a região foi denominada Estado Livre do Congo e considerada "independente" — propriedade particular do rei dos belgas. A crescente demanda de borracha, na virada do século XX, ajudou a financiar a exploração econômica do Congo. Leopoldo II criou um exército particular de mercenários para explorar marfim e borracha no Congo. Todo o trabalho é escravo. Estima-se que em vinte anos, mais de 10 milhões de quinxassa-congoleses tenham sido mortos pelos mercenários de Leopoldo II . A exploração dos nativos foi denunciada pelo cônsul britânico, Roger Casement, e o  parlamento belga, pressionado pela comunidade internacional, viu-se obrigado a destituir a propriedade do Estado livre do Congo de Leopoldo II, transferindo-a para o governo da Bélgica e, com isso, oficializando a colonização, ou seja, concedendo ao território quinxassa-congolês um estatuto colonial (1908). Esse território passou a ser conhecido por Congo Belga, até a sua independência em 1960, quando adotou a designação de República do Congo.
Em 1921, nasceu o quimbanguismo, movimento messiânico liderado por Simon Kimbangu, que buscava organizar a população do Congo Belga contra a cultura européia e as missões católicas. O nacionalismo se desenvolveu mais tarde e de forma gradativa. Quando da invasão da Bélgica pela Alemanha, o Congo entrou na Segunda Guerra Mundial, em 1940. Após o conflito, uma onda de crises abalou a colônia. A força pública se revoltou em Luluaburgo e no Cassai em 1944 e, no ano seguinte, em Masiri e em Matadi. Esses movimentos foram esmagados, e houve um grande número de mortos.

## Independência

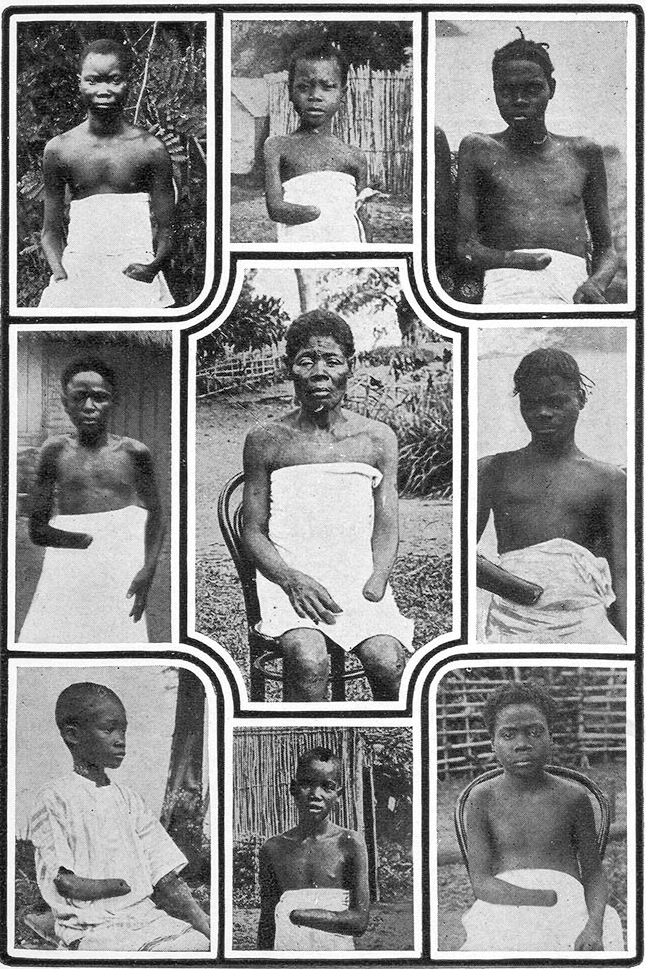
Pessoas mutiladas do Estado Livre do Congo.

A política colonial permitiu elevar o nível de vida do país, sobretudo na década de 1950, mas não o preparou para a independência - por exemplo, os africanos negros só depois de 1954 tiveram acesso ao ensino universitário e só nesta altura foi permitida a formação de partidos políticos.
A crise da colonização começou pela economia: baixa de preço dos minérios, redução dos investimentos e aumento do desemprego. Em meados da década de 1950, começou a tomar corpo o movimento político quinxassa-congolês. Em 1956, o grupo Conscience Africaine, que reunia jornalistas e funcionários, divulgou um manifesto reivindicando a emancipação do país. No ano seguinte, a Bélgica autorizou a realização das primeiras eleições na colônia.
O ano de 1959 foi marcado por constantes distúrbios, que muitas vezes degeneravam em combates de rua, com mortos e feridos. O desejo de independência dos principais partidos nacionalistas levou os belgas, em 30 de junho de 1960, a finalmente conceder a independência ao Congo Belga, com o nome de República do Congo ("Congo-Léopoldville"), mas passados dias o país encontrava-se mergulhado na anarquia e com vários surtos de rebelião e lutas tribais.
Depois das eleições realizadas antes da independência, o líder do Movimento Nacional Congolês (MNC), Patrice Lumumba, e o líder da Associação dos Bacongos para a Unificação, a Conservação e o Desenvolvimento da Língua Congo (Abako), Joseph Kasa-Vubu, resolveram de comum acordo que Lumumba deveria ser o primeiro-ministro e que Kasa-Vubu deveria ocupar a presidência.

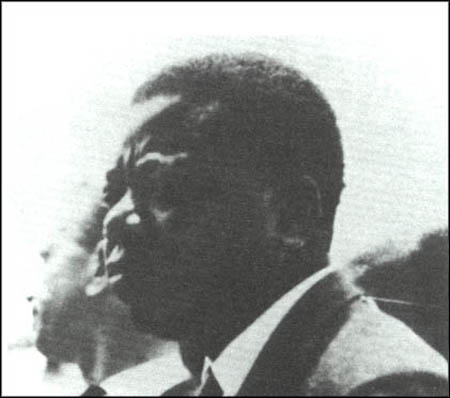
Moïse Tshombe.

Violentas desordens começaram quando a independência foi declarada. O Exército belga deslocou-se para salvaguardar a segurança de seus interesses econômicos. Logo após a independência, houve ameaças de retaliação econômica dos belgas pela nova política adotada por Lumumba em relação à mineração. A força pública quinxassa-congolesa sublevou-se, exigindo a demissão dos oficiais belgas. O político pró-ocidente Moïse Tshombe proclamou a independência do Estado do Catanga (ou Shaba), a mais rica em diamantes e outros minérios, e solicitou ajuda militar à Bélgica.
O governo de Lumumba solicitou intervenção das forças de paz da Organização das Nações Unidas (ONU) num esforço para evitar a guerra civil. Logo em seguida houve um novo movimento secessionista, fundando-se o Cassai do Sul. A desestabilização causada pela Bélgica e pelos movimentos secessionistas perturbaram a nação recém-independente. O governo democraticamente eleito de Lumumba foi derrubado por um golpe de Estado orquestrado pelo coronel Mobutu Sese Seko e por Kasa-Vubu em meio à crise política do Congo. Em janeiro de 1961, Lumumba foi sequestrado e assassinado por forças especiais belgas com o apoio da Agência Central de Inteligência (CIA) e com o beneplácito da ONU.
Em dezembro de 1960, Antoine Gizenga proclamou-se primeiro-ministro e designou Quissangane capital do Congo. Em 1961, partidários de Lumumba invadiram o norte de Catanga e o Conselho de Segurança da ONU instituiu a Missão da Organização das Nações Unidas no Congo (ONUC) e enviou tropas para garantir os interesses belga-estadunidenses.

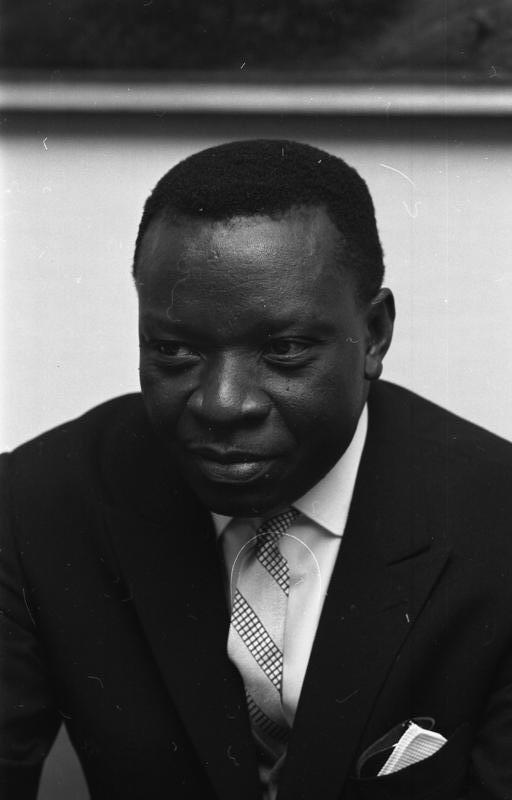
Cyrille Adoula.

Em julho de 1961, a Assembleia, reunida em Quinxassa, confirmou Kasa-Vubu na presidência do país e elegeu Cyrille Adoula primeiro-ministro. No ano seguinte, os Capacetes Azuis da ONU puseram fim à secessão de Catanga ao ocuparam Lubumbashi. Em junho de 1964, Adoula demitiu-se. Uma nova Constituição foi promulgada em 1964 e formou-se um governo presidido por Tshombe (1964-1965), mas a situação permaneceu tensa.

## Zaire e o mobutismo
Em novembro de 1965, com apoio dos Estados Unidos, um segundo golpe militar, novamente liderado por Mobutu, depôs Kasa-Vubu. Mobutu assumiu diretamente o poder, criando um governo de tipo personalista, e dissolveu a Assembléia Nacional em março de 1966. Nos primeiros anos na presidência, Mobutu conseguiu certa estabilidade política. Em 1966, algumas empresas de mineração estrangeiras foram nacionalizadas. Ao mesmo tempo, promoveu uma política denominada zairização, no intuito de remover os vestígios remanescentes do colonialismo e da contínua influência da cultura ocidental e para criar uma identidade nacional mais centralizada e singular, alterando nomes europeus de pessoas e de algumas cidades para nomes africanos.
Ainda em 1965, Che Guevara, em pessoa, lutava no front pela restauração do governo democrático derrubado pelas forças imperiais. Disfarçado e com cerca de 120 guerrilheiros cubanos ele combateu nas selvas úmidas africanas. Devido ao seu repentino desaparecimento os Estados Unidos anunciavam que Fidel Castro teria matado Guevara. As forças que apoiavam a volta de um governo democrático e anti-imperialista como o de Lumumba eram formadas por guerrilheiros de vários países, como os rebeldes de Ruanda.

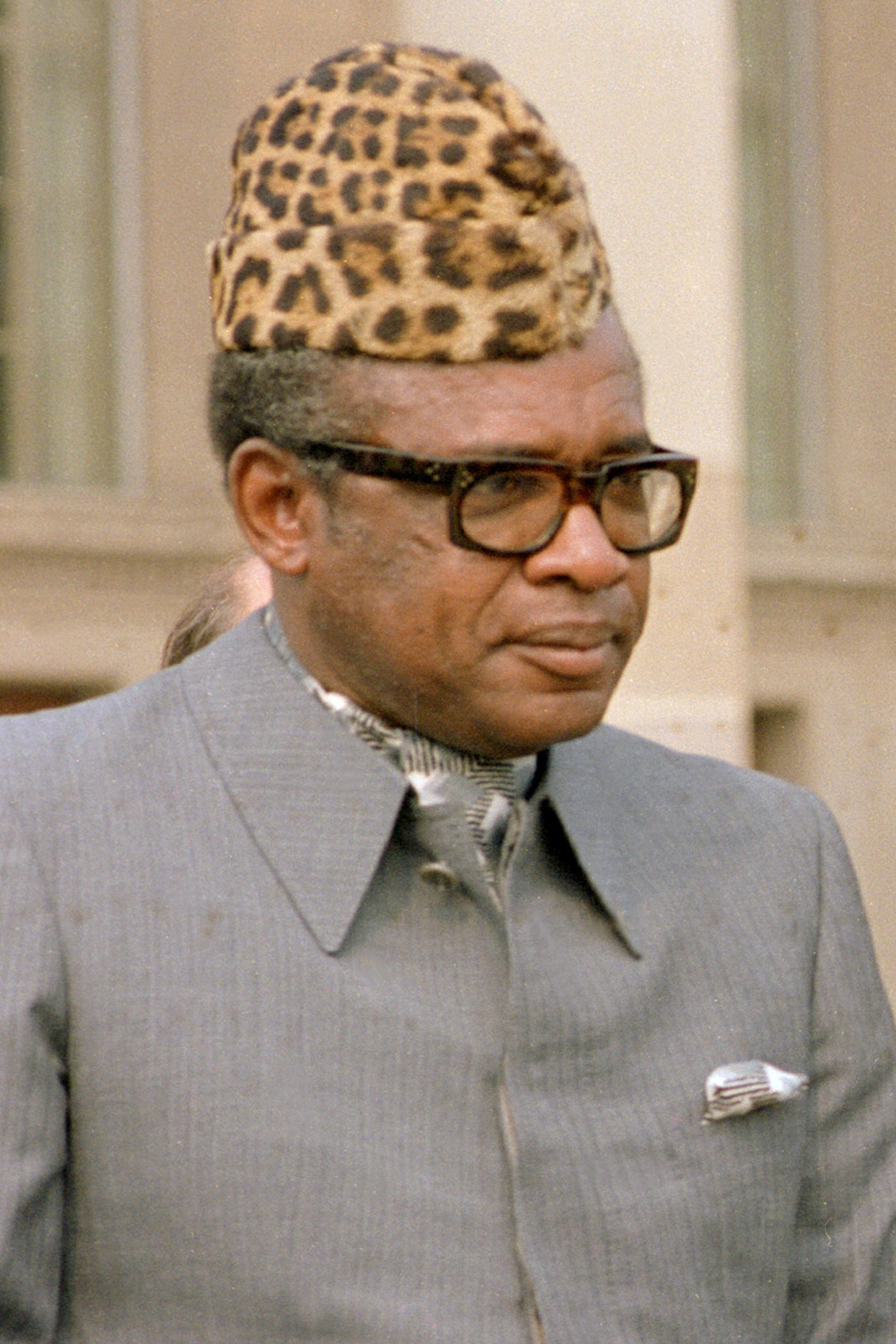
Mobutu Sese Seko (1983).

O regime de Mobutu adotou externamente as características de um Estado progressista: em 1967 Mobutu fez aprovar, por plebiscito, uma Constituição presidencialista, que criava um Estado unitário e reconhecia como partido único o Movimento Popular da Revolução, assentado numa ideologia nacional chamada de mobutismo. Sem oposição, Mobutu elegeu-se presidente em 1970. Patrice Lumumba foi proclamado herói nacional, e em 1971 o país (que era mais conhecido como Congo-Quinxassa, para o diferenciar do Congo-Brazavile) passou a denominar-se Zaire. Um ano depois, o presidente adotou os prenomes nativos de Sese Seko.
No começo da década de 1970, Mobutu intensificou o programa de zairização. Em 1973, o governo enfrentou dificuldades econômicas e a dívida externa do país aumentou consideravelmente. A relativa estabilidade interna foi rompida quando, em 1977, houve um a invasão, organizada em Angola, de antigos residentes da região de Shaba (nome dado a Catanga em 1972). Mobutu apelou para a França, para conter novas rebeliões (concentradas em Coluezi). Graças à colaboração de tropas francesas e marroquinas, os guerrilheiros foram expulsos de Shaba. No mesmo ano, reformas políticas permitiram a realização de eleições diretas, contudo ainda em regime de partido único. Mobutu reelegeu-se em eleições questionáveis em 1978 e 1984.
Em 1989, o governo adotou uma nova reforma econômica que não conseguiu superar as condições críticas do país. No início da década de 1990, as dificuldades econômicas e o endurecimento do regime geraram protestos que levaram o governo a fazer algumas concessões, como a adoção do multipartidarismo, com a legalização dos partidos da oposição (1990), e o estabelecimento de um poder de transição, mas opôs-se à democratização plena das instituições. A democratização do país esbarrou, no entanto, nos conflitos entre os partidos de oposição e na relutância de Mobutu a abrir mão de seu poder, adiando as eleições presidenciais a fim de exercer um quarto mandato. Em 1992, o Fundo Monetário Internacional (FMI) declarou o país uma "nação não-cooperativa".
As lutas pelo poder entre o Alto Conselho da República e Mobutu levaram à formação de dois governos rivais em 1993, situação agravada por uma rebelião do exército, que não recebia seus soldos. Ao mesmo tempo, a economia estava à beira do colapso. Em 1994, estabeleceu-se uma data limite de 15 meses para o retorno da democracia, o que fortaleceu por algum tempo o poder do governo. Mobutu, alegando problemas econômicos e da instabilidade geral, adiou as eleições presidenciais previstas para julho de 1995 a fim de exercer um quarto mandato.
Ainda em 1994, o país viu-se envolvido no drama de Ruanda. Hutus radicais assassinam cerca de 1 milhão de tútsis e hútus moderados na vizinha Ruanda em apenas três meses, no maior genocídio do mundo desde a Segunda Guerra Mundial (ver Genocídio em Ruanda). Poucos meses depois, tútsis assumem o controle do país e o Congo teve de receber centenas de milhares de refugiados hútus que participaram da matança e se instalaram no leste do país, agravando a crise política.
A organização de acampamentos para essa enorme massa de refugiados e a administração da ajuda internacional despertaram o ressentimento dos baniamulenges, em cuja região se estabeleceu a maioria dos campos de refugiados. Essa etnia, que pertence ao grupo tútsi de Ruanda e Burundi, sentiu-se ameaçada pela presença de um número tão grande de hútus, seus inimigos históricos e responsáveis pelo massacre de tútsis em Ruanda. Inicialmente, atacaram os acampamentos, forçando quase meio milhão de hútus a voltarem para seu país. Depois, pegaram em  armas para combater o governo de Mobutu. O movimento tribal se uniu, nessa oportunidade, ao movimento guerrilheiro organizado por Laurent Desiré Kabila, veterano partidário de Lumumba que lutou junto a Che Guevara durante sua participação nas guerras civis do Congo.

## Guerras civis
No começo de 1997, a guerra civil se alastrou, a partir das províncias de Quivu do Norte e Sul, para o leste e para o sul. Com Mobutu em tratamento médico na Europa, o mal organizado exército governamental perdeu terreno rapidamente. Mobutu voltou em fins de março, reestruturou o governo e iniciou negociações secretas com os rebeldes, mas estes continuaram avançando. Em maio, as negociações se tornaram oficiais, com a mediação da África do Sul. Uma força militar francesa desembarcou no país para retirar os residentes estrangeiros, entre eles vários brasileiros. Mobutu renunciou no dia 16, fugindo para Togo primeiro e para o Marrocos depois, onde morreu de câncer. Em 17 de maio, o líder militar rebelde Laurent-Desiré Kabila, desde sempre inimigo do regime de Mobutu, entrou em Quinxassa à frente dos rebeldes e ocupou formalmente o poder.
Kabila proclamou-se chefe de Estado e nomeou um governo de transição composto de 13 ministros, entre os quais dois membros da União pela Democracia e Progresso Social, opositora política de Mobutu. As primeiras medidas foram mudar o nome do país para República Democrática do Congo (RDC), nome já usado entre 1964 e 1971, anunciar a convocação de uma Assembléia Constituinte, prometer a realização de eleições legislativas e presidenciais em abril de 1999 e proibir até então toda atividade política. Em fins de junho, Etienne Tshisekedi, principal líder da oposição a Mobutu, fez um pronunciamento político contra o novo governo e foi preso, sendo liberado dias depois. No final de 1997, os antigos aliados baniamulenges de Kabila consideraram que suas reivindicações não tinham sido atendidas e atacaram alguns postos militares do governo nas províncias de Alto Congo e Quivu do Norte. Kabila exigiu que as tropas de Ruanda e Uganda, que haviam ajudado a depor Mobutu, deixasse o país. O governo tutsi de Ruanda manifestou formalmente seu apoio aos rebeldes, que se revoltaram contra Kabila. Kabila teve dificuldades para enfrentar a rebelião dos tutsis e pediu ajuda militar à vizinha Angola, interessada em cortar as linhas de abastecimento dos seus próprios rebeldes da União Nacional para a Independência Total de Angola (UNITA), antiga aliada de Mobutu.
O governo de Ruanda reagiu à presença de tropas angolanas no Congo fazendo que dois regimentos seus atravessassem a fronteira para apoiar os rebeldes baniamulenges. Os governos de Uganda e Burundi também comprometem seu apoio aos rebeldes. O governo da Zâmbia, por sua vez, decidiu apoiar Kabila. Teve início o que ficou conhecido como a Grande Guerra da África, que se estende até hoje e já matou quase 6 milhões de pessoas. Preocupado com a internacionalização do conflito, o presidente Mandela, da África do Sul, iniciou um processo de negociações que levou à convocação de uma conferência entre todas as partes. Reunidos em Victoria Falls, Zimbábue, representantes dos seis países envolvidos (Congo, Angola, Zâmbia, Uganda, Ruanda e Burundi) apenas conseguiram, em setembro de 1998, um acordo de cessar fogo em que cada parte mantivesse suas posições. Mas, logo em seguida, o líder dos baniamulenges, Bizima Karaha, declarou que suas tropas continuariam combatendo. Laurent Kabila voltou ao Congo advertindo à população: "temos de nos preparar para uma guerra de fôlego com Ruanda e Uganda".

## Nova constituição, nova bandeira

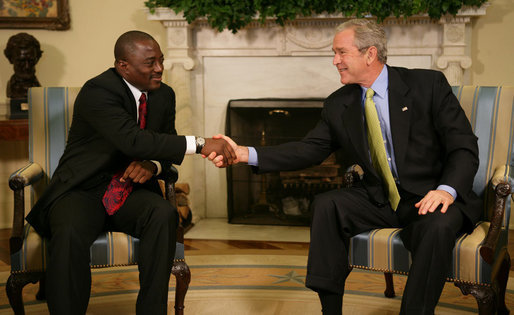
Joseph Kabila com o então presidente dos EUA, George W. Bush.

Em 16 de janeiro de 2001 foi anunciado o assassinato de Laurent-Désiré Kabila, aparentemente morto por um militar, seu guarda-costas, devido a uma discussão sobre a guerra que assolava o país. O seu filho Joseph Kabila foi anunciado como sucessor interino do pai, assumindo, assim, a presidência do país. Em 2002 conseguiu-se que as forças rebeldes se retirassem do Congo oriental e dois meses mais tarde foi celebrado um tratado de paz entre as facções rebeldes para o estabelecimento de um Governo de união nacional de transição. Em dezembro de 2005, uma nova Constituição é aprovada por referendo, mas a situação continua instável.
No início de 2006, na sequência da ratificação de uma nova Constituição, a bandeira do país foi alterada, assumindo um modelo semelhante ao já utilizado no período entre 1963 e 1971.
No entanto, a guerra parece não ter fim. Durante o primeiro semestre de 2012, no Quivu Norte, mais de 100 mil pessoas foram expulsas por grupos armados. Essas milícias, que tentam controlar partes do território, são partidárias da Bosco Ntaganda, adversário do presidente Joseph Kabila. Segundo a Human Rights Watch,  são apoiadas pelo exército de Ruanda, que lhes envia armas e soldados. Bosco Ntaganda é procurado pela Corte Internacional de Justiça, por crimes de guerra, incluindo o recrutamento forçado - tanto de adultos como de crianças. Há suspeitas de que ele estaria abrigado em Ruanda. Segundo o Alto Comissariado da ONU para os Refugiados, em razão da violência, dezenas de milhares de pessoas atravessarem a fronteira do Congo em direção a Ruanda e Uganda. Além disso, estima-se que haja mais de 2 milhões de pessoas deslocadas dentro das fronteiras do próprio país.